# Tyrone (Contea di Adams, Pennsylvania)
Tyrone è una township degli Stati Uniti d'America, nella Contea di Adams, Pennsylvania. Secondo il censimento del 2010 la popolazione è di 2 298 abitanti.

## Storia
Il nome trae origine dalla contea irlandese di Tyrone

## Società

### Evoluzione demografica
La composizione etnica vede una prevalenza della razza bianca (93,3%).